# Ceroplastes confluens
Ceroplastes confluens är en insektsart som beskrevs av Cockerell och Richard C. Tinsley 1898. Ceroplastes confluens ingår i släktet Ceroplastes och familjen skålsköldlöss. Inga underarter finns listade i Catalogue of Life.